# Dark Roots of Earth
Albums de Testament
The Formation of Damnation
(2008) Brotherhood of the Snake
(2016)
Dark Roots of Earth est le 10e album studio du groupe de thrash metal Testament sorti en France le 27 juillet 2012.

## Composition du groupe
- Chuck Billy - chants
- Alex Skolnick - guitare
- Eric Peterson - guitare
- Greg Christian - basse
- Gene Hoglan - batterie

## Liste des titres
1. Rise Up
2. Native Blood
3. Dark Roots of Earth
4. True American Hate
5. A Day in the Death
6. Cold Embrace
7. Man Kills Mankind
8. Throne of Thorns
9. Last Stand for Independence